# Hydriomena sordidata
Hydriomena sordidata là một loài bướm đêm trong họ Geometridae.